# Tirullipa
Everson de Brito Silva (Fortaleza, 16 de novembro de 1984), mais conhecido como Tirullipa, é um humorista e músico brasileiro que se influenciou em seu pai Tiririca.

## Biografia
Filho de Francisco Everardo (Tiririca) e Regione Brito Santos, nasceu em Fortaleza no dia 16 de novembro de 1984. Tirullipa pouco tinha contato com seu pai, pois quando tinha três anos de idade, Tiririca separou-se de Regione e saiu pelo Brasil afora para se apresentar em programas de TV.

## Carreira

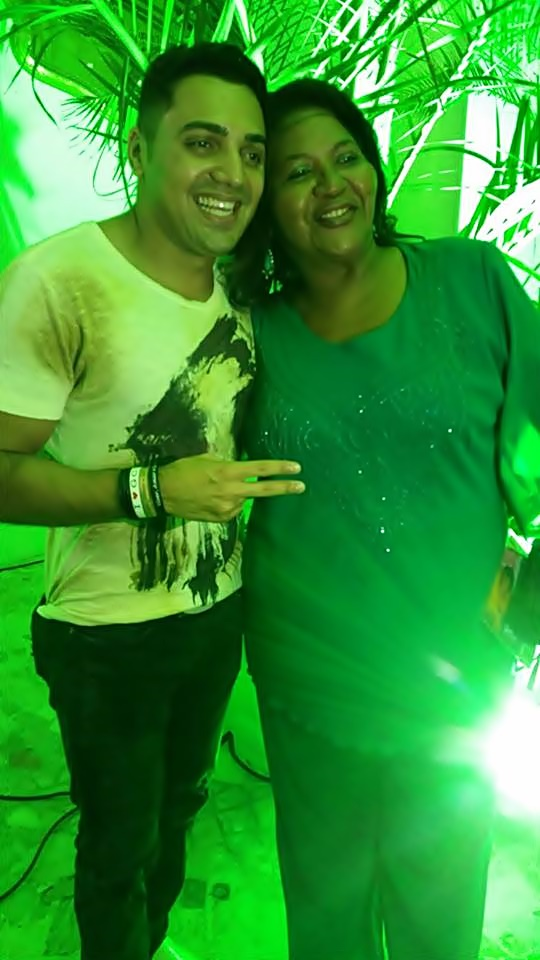
Tirullipa ao lado da cantora Graça Rios, no BNB Clube.

Ele seguiu os passos de humorista: com 10 anos de idade, já imitava seu pai e apresentava com ele espetáculos no circo da família, onde atuava como Tiririca Jr., porém, com o passar do tempo, resolveu não apenas imitá-lo, e assim desenvolveu sua identidade própria. Entre os 15 e os 23 anos, fez parte de uma banda de forró.
Começou seu trabalhou na televisão pela TV Diário, em 2005. Paralelamente, entre 2007 e 2011, trabalhou com seu pai no programa Show do Tom, da RecordTV, apresentado por Tom Cavalcante. Entre 2013 e 2014, apresentou o quadro Saco de Risada no Domingão do Faustão.
Depois do seu sucesso no programa Domingão do Faustão, Tirullipa começou a apresentar uma série de espetáculos no Brasil inteiro, nomeada Enchendo seu Saco de Risada. O primeiro espetáculo aconteceu nos dias 18 e 19 de dezembro de 2015, em Fortaleza. Com o sucesso, o humorista fez uma nova temporada do espetáculo em 2016, desta vez começando pela cidade de Olinda.

## Polêmicas
Em junho de 2017, Tirullipa foi confundido com um bandido e a notícia se espalhou pelo Brasil. Com tamanha repercussão, o humorista usou as redes sociais para desmentir, em tom de comédia, os boatos de que tinha sido preso e criou uma paródia, que fez grande sucesso na internet.
Em 2022, na "Farofa da Gkay", Tirullipa puxou biquínis de influenciadoras durante uma brincadeira na piscina. Logo após, ele foi expulso do evento por assédio.

## Filmografia

### Televisão
| Ano       | Título               | Personagem         | Notas                     |
| --------- | -------------------- | ------------------ | ------------------------- |
| 1999      | Escolinha do Barulho | Tiririquinha       | Episódio: "12 de outubro" |
| 2005–07   | Programa Ênio Carlos | Repórter           |                           |
| 2007–11   | Show do Tom          | Vários personagens |                           |
| 2012–13   | Feira do Riso        | Vários personagens |                           |
| 2013–14   | Domingão do Faustão  | Vários personagens | Quadro: Saco de Risada    |
| 2019–21   | Os Roni              | Ronivaldo          |                           |
| 2022–2023 | Faustão na Band      | Jurado             | Quadro: Mochila do Riso   |
| 2024–25   | Circo do Tiru        | Apresentador       |                           |
| 2024      | Os Parças - A Série  | Pilôra             |                           |

### Cinema
| Ano  | Título              | Personagem |
| ---- | ------------------- | ---------- |
| 2016 | O Shaolin do Sertão | Palhaço    |
| 2017 | Os Parças           | Pilôra     |
| 2019 | Os Parças 2         | Pilôra     |
| 2021 | Detetive Madeinusa  | Madeinusa  |

### Internet
| Ano           | Título         | Cargo        | Plataforma |
| ------------- | -------------- | ------------ | ---------- |
| 2013–presente | Tirullipa Show | Apresentador | YouTube    |

## Teatro
| Ano           | Título                      | Personagem         |
| ------------- | --------------------------- | ------------------ |
| 2006–13       | Tirullipa Ao Vivo           | Vários personagens |
| 2014–16       | Enchendo seu Saco de Risada | Vários personagens |
| 2017–presente | Tirullipa Show              | Vários personagens |

## Personagens
| Nome               | Notas                                       |
| ------------------ | ------------------------------------------- |
| Tiririca Jr.       | (Imitação do pai)                           |
| Pinel Back         |                                             |
| Mulher Rapadura    |                                             |
| Piriguete Sem-Calo |                                             |
| Gazella            |                                             |
| MC Caldo           | (Paródia de Naldo Benny)                    |
| Tantan Santana     | (Paródia de Luan Santana)                   |
| Katitta            | (Paródia de Anitta)                         |
| Rixanna            | (Paródia de Rihanna)                        |
| Elsa               | (Paródia da Princesa Elsa, do filme Frozen) |

## Paródias
| Título                       | Música/Artista original                                           |
| ---------------------------- | ----------------------------------------------------------------- |
| "Libera Aí"                  | Paródia da música “Escreve Aí”, de Luan Santana                   |
| "Eu Virei Gay"               | Participação especial no clipe de Whindersson Nunes               |
| "Alô Vó, Virei Viado"        | Paródia da música "Vó, Tô Estourado", de Israel Novaes            |
| "Shineray"                   |                                                                   |
| "Show das Poderosas"         | Paródia da música "Show das Poderosas", de Anitta                 |
| "Bixa Bandida Não Chora"     | Paródia da música "Porque Homem Não Chora", de Pablo              |
| "Vou Cagar Já Já"            | Paródia da música "Gangnam Style", de Psy                         |
| “Jumento Amarelo”            | Paródia da música "Camaro Amarelo", de Munhoz & Mariano           |
| "Tá Gostando, Tá?"           | Tirullipa Show                                                    |
| "Meu Caneco"                 | Paródia da música "Lepo Lepo", de Psirico                         |
| "Menino Diferente"           |                                                                   |
| "Prende e Solta"             | Tirullipa Show                                                    |
| "A Dança do Ganço"           | Tirullipa Show                                                    |
| "Limão ou Sabão de Coco"     | Paródia da música "Amor de Chocolate", de Naldo Benny             |
| "Jurubira"                   | Tirullipa Jr.                                                     |
| "Fico Lindo Lindo"           | Paródia da música "Wiggle", de Jason Derulo                       |
| "Na Torcida"                 | Paródia da música "Alegria", de Ivete Sangalo                     |
| "Miss Catiroba"              | Tirullipa Show                                                    |
| "Égua"                       | Paródia da música "Work", de Rihanna                              |
| "Tirar um Selfie"            | Participação especial no clipe de Whindersson Nunes               |
| "Wesley Garotão"             | Paródia da música "Ninguém É de Ferro", de Wesley Safadão         |
| "Só os Cambito"              | Paródia da música "Despacito", de Luis Fonsi                      |
| "Vai Salvação"               | Paródia da música "Solteiro de Novo", de Wesley Safadão           |
| "Deu Mona"                   | Paródia da música "Deu Onda", de MC G15                           |
| "Você Vem Me Cobrar Pensão"  | Paródia da música "Você Partiu Meu Coração", de Nego do Borel     |
| "Ele Não Morreu"             | Paródia da música "We Are the World", de Michael Jackson          |
| "Amapô"                      | Paródia da música "K.O.", de Pabllo Vittar                        |
| "Bem na Sua Cara"            | Paródia da música "Sua Cara", de Major Lazer                      |
| "Sonhei Que Tava Me Cagando" | Paródia da música "Sonhei Que Tava Me Casando", de Wesley Safadão |
| "Era Uma Vez"                | Paródia da música "Era Uma Vez", de Kell Smith                    |
| "Nocú"                       | Paródia da música "Milú", de Gusttavo Lima                        |

## Premiações
| Ano  | Organização  | Recipiente(s) | Categoria           | Resultado |
| ---- | ------------ | ------------- | ------------------- | --------- |
| 2021 | Prêmio iBest | Ele mesmo     | Tiktoker do Ano     | TOP3      |
| 2022 | Prêmio iBest | Ele mesmo     | Influenciador Ceará | Venceu    |